# بوستون
بوستون (به انگلیسی: Boston) بزرگترین شهر و مرکز  ایالت ماساچوست در کشور ایالات متحده آمریکا است. این شهر با جمعیتی بیش از ۶۶۷٬۱۳۷ نفر، بیست‌وسومین شهر بزرگ آمریکا محسوب می‌شود. بوستون یکی از قدیمی‌ترین شهرهای آمریکا است که در سال ۱۶۳۰ توسط مهاجران پیوریتَن (Puritan) تأسیس شده‌است. بوستون بزرگ منطقه‌ای کلان‌شهری شامل بوستون و شهرهای اطراف است که با جمعیتی بیش از ۴،۹۱۹،۱۷۹ نفر، یازدهمین کلان‌شهر بزرگ آمریکا است. بوستون مرکز حوادث انقلاب آمریکا، مانند بوستون تی پارتی (Boston Tea Party) بود.
نخستین مترو و نخستین مدرسهٔ عمومی آمریکا در بوستون ساخته شد.
اکنون، شماری از بهترین دانشگاه‌های جهان در این شهر قرار دارد؛ دانشگاه هاروارد، مؤسسهٔ فناوری ماساچوست (MIT)، تافتس، دانشگاه بوستون، دانشگاه نورت‌ایسترن و دانشگاه ماساچوست بوستون از این جمله‌اند. بوستون یکی از بزرگترین و شناخته‌شده‌ترین مراکز پزشکی و پژوهشی جهان است که چندی از معروف‌ترین بیمارستان‌های جهان را دارا می‌باشد.
بوستون مرکز شماری از موفقترین فرنچایزهای ورزشی در آمریکا است؛ بوستون سِلتیکس (Boston Celtics)، بوستون رد ساکس (Boston Red Sox) و بوستون بروینز (Boston Bruins) نمونه‌هایی از این دست هستند.

## مناطق
«کمبریج» از محله‌های مهم و اشرافی‌نشین شهر بوستون است. همچنین به این شهر کالج تاون (شهر دانشگاهی) گفته می‌شود.
خیابان بویلستون از خیابان‌های اصلی شهر بوستون است.
ناحیهٔ واترتاون بخشی از کلان‌شهر بوستون محسوب می‌شود.

## مترو
متروی ام‌بی‌تی‌ای در سال ۱۸۹۷ تأسیس شده و هم‌اکنون دارای ۵ خط و ۱۲۰ ایستگاه می‌باشد. این مترو از کهن‌ترین متروهای جهان است.

## ورزش
تیم‌های بوستون سلتیکز، نیوانگلند رولوشن، بوستون بریکرز، و تیم فوتبال آمریکایی نیوانگلند پتریوتس از این شهر هستند.
مسابقات دو ماراتون بوستون شهرت جهانی دارد.

## فرهنگ
- کتابخانه عمومی بوستون دومین کتابخانهٔ بزرگ آمریکاست.

### مراکز دانشگاهی
پردیس اصلی یا یکی از پردیس‌های این مراکز دانشگاهی در شهر بوستون قرار گرفته‌اند:
- دانشگاه هاروارد
- موسسه فناوری ماساچوست (ام‌آی‌تی)
- دانشگاه بوستون
- دانشگاه تافتس
- دانشگاه نورت‌ایسترن
- دانشگاه ماساچوست بوستون
- بوستون کالج
- دانشگاه برندایس

## پارک‌ها و مراکز تفریحی
قدیمی‌ترین پارک ایالات متحده با نام د کومون در مرکز شهر بوستون واقع شده‌است. همچنین آکواریوم نیواگلند از دیگر مراکز دیدنی این شهر است.

## نگارخانه

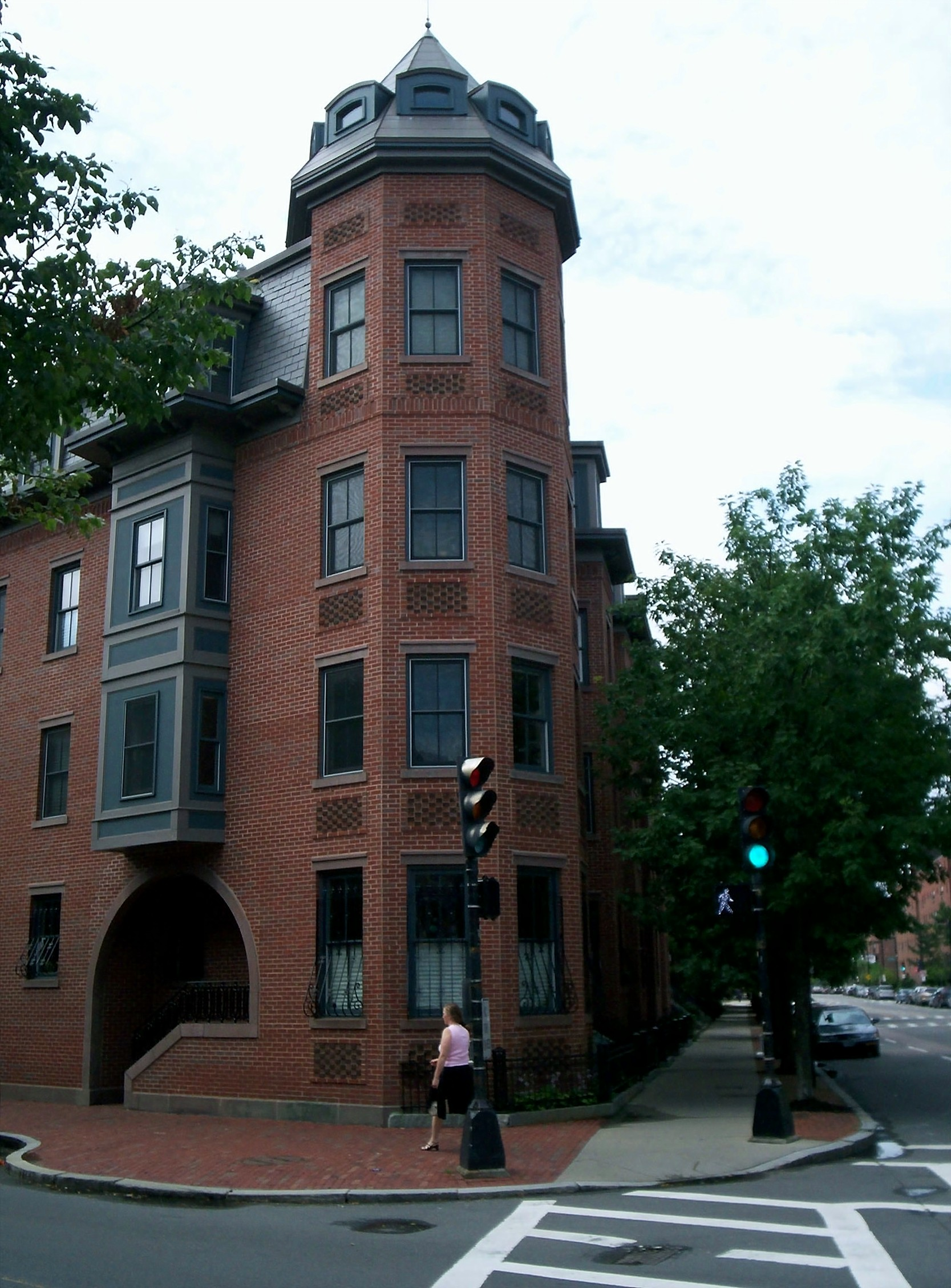
خانه‌های محلهٔ ساوت اِند با معماری ویکتورین
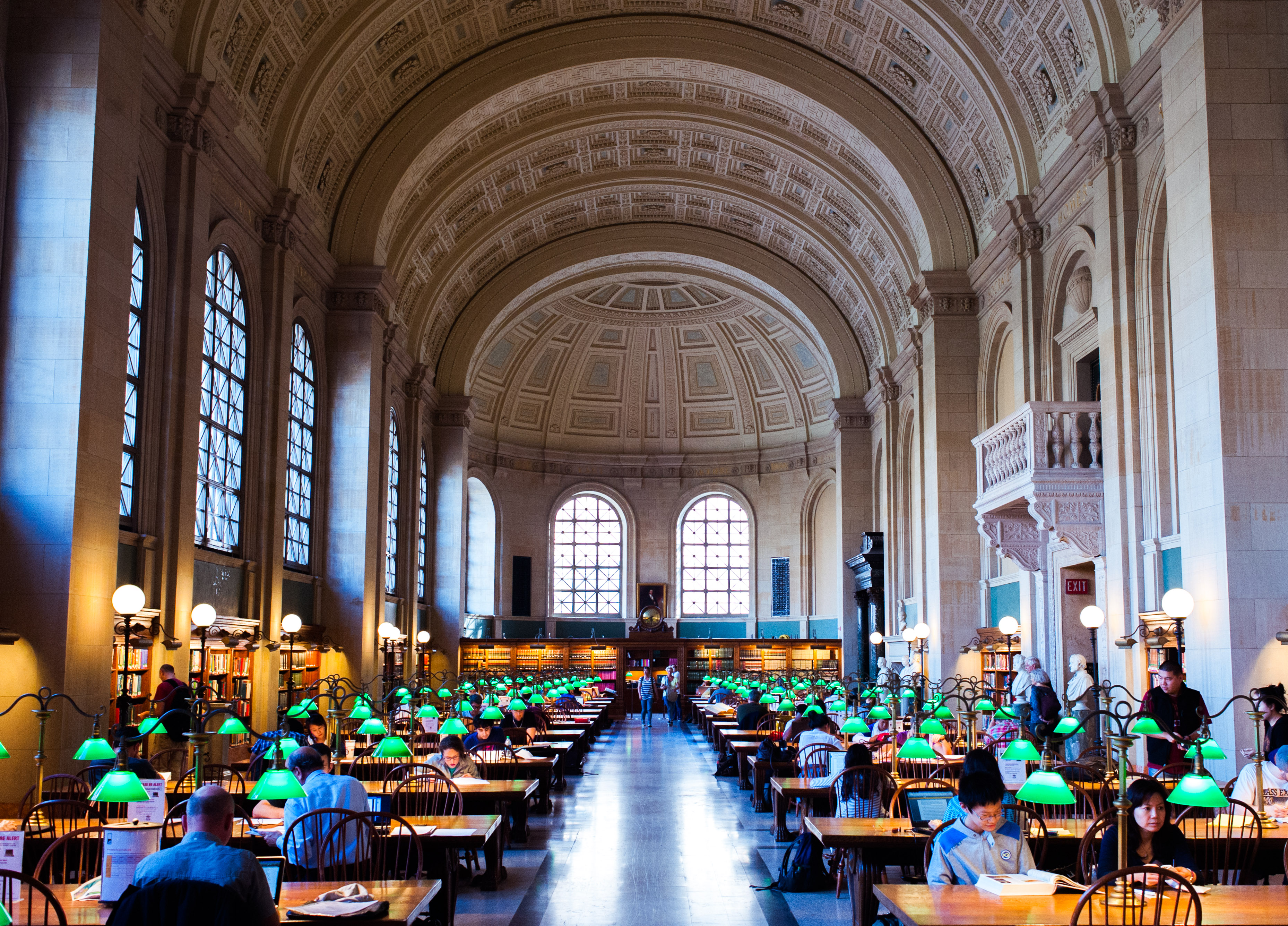
کتابخانه عمومی بوستون
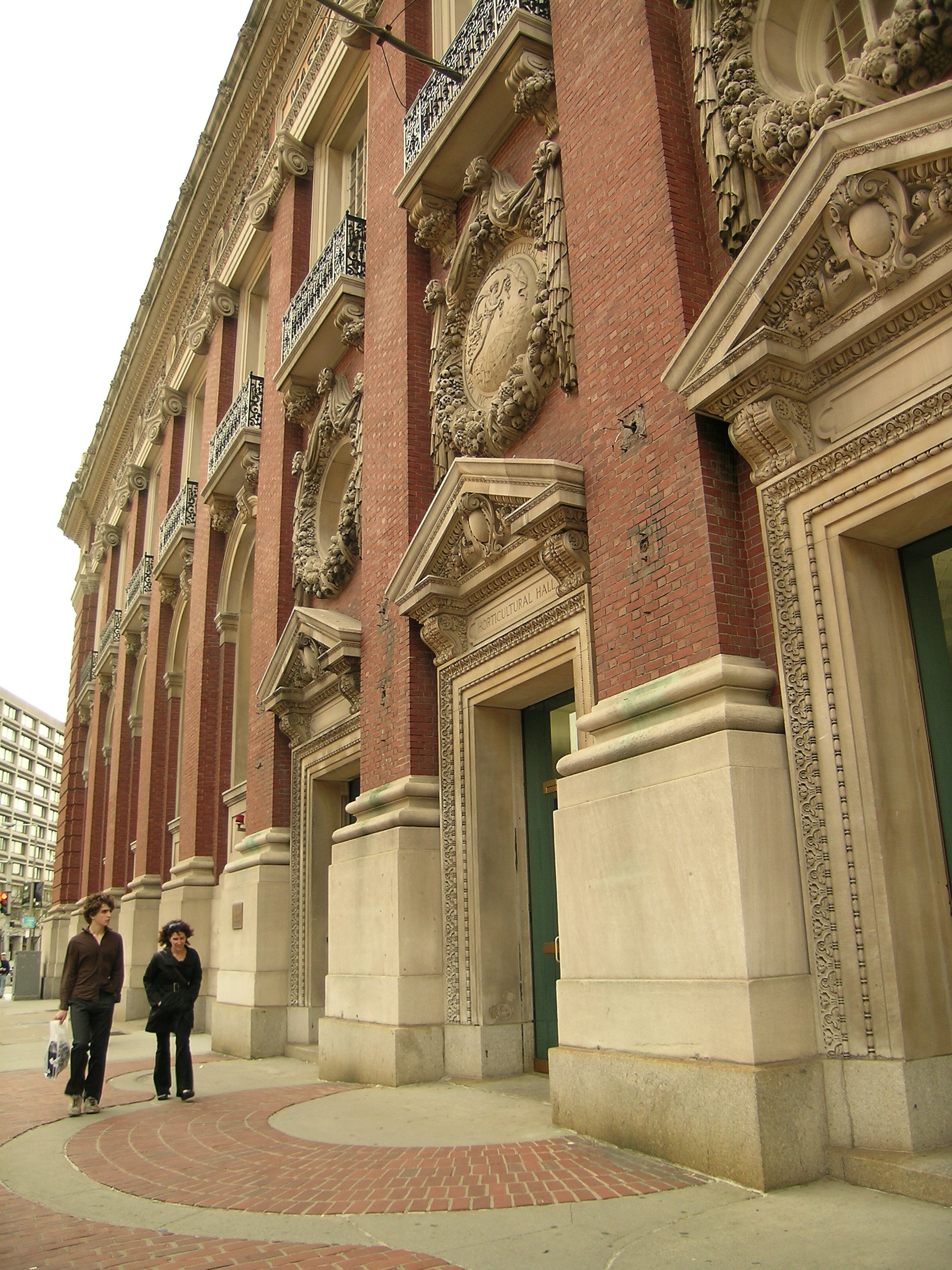
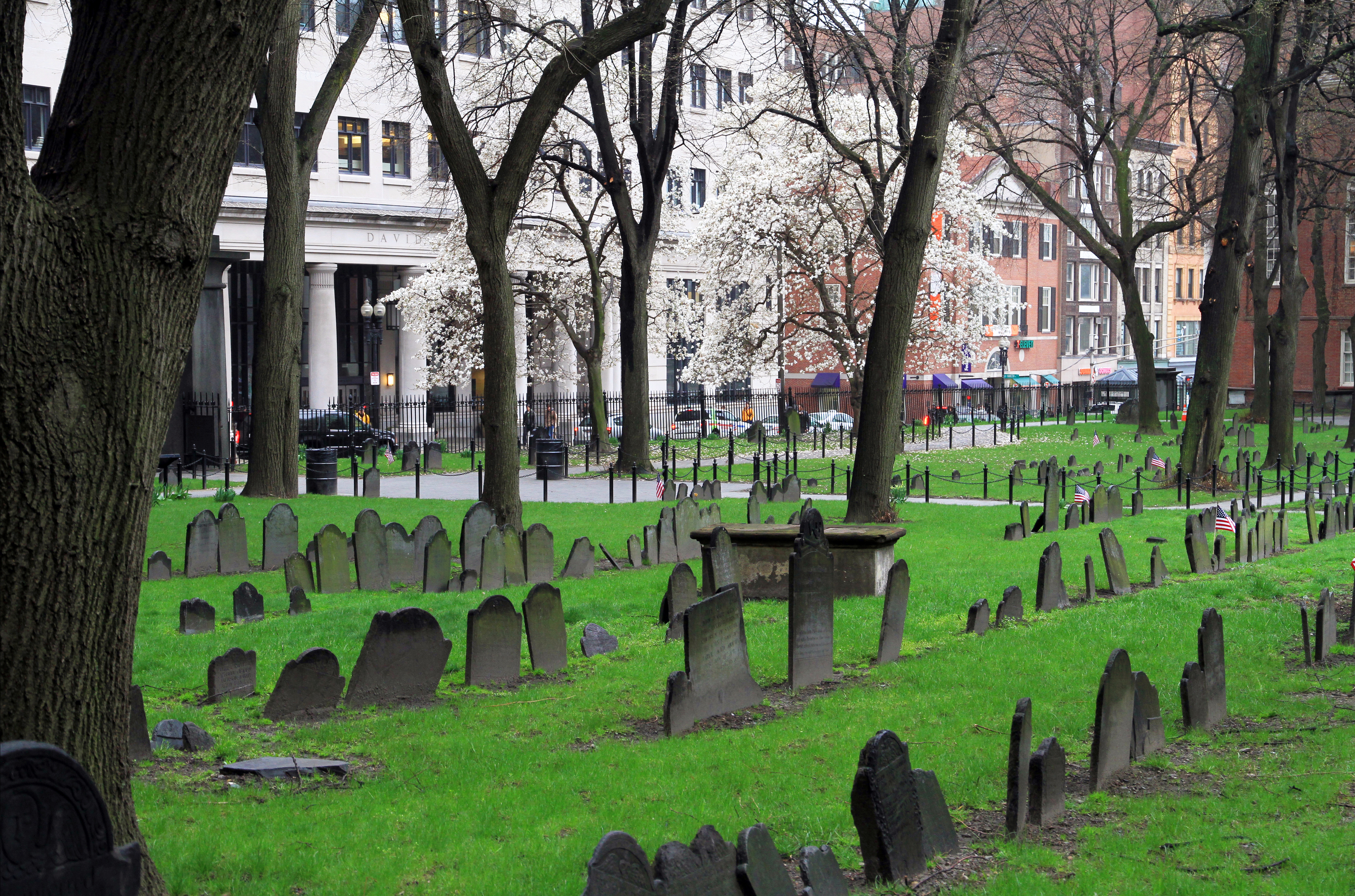
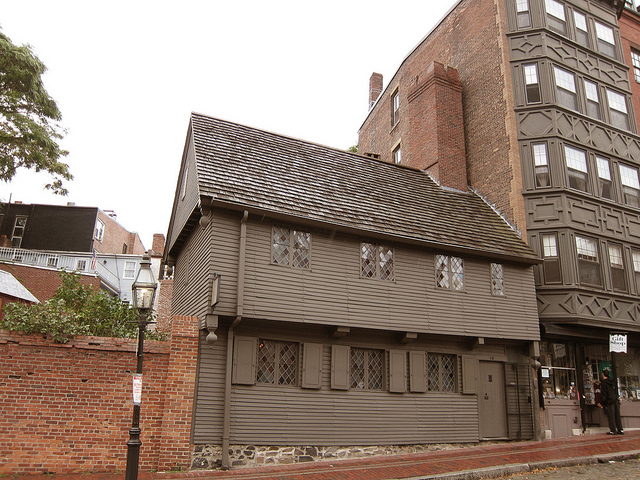
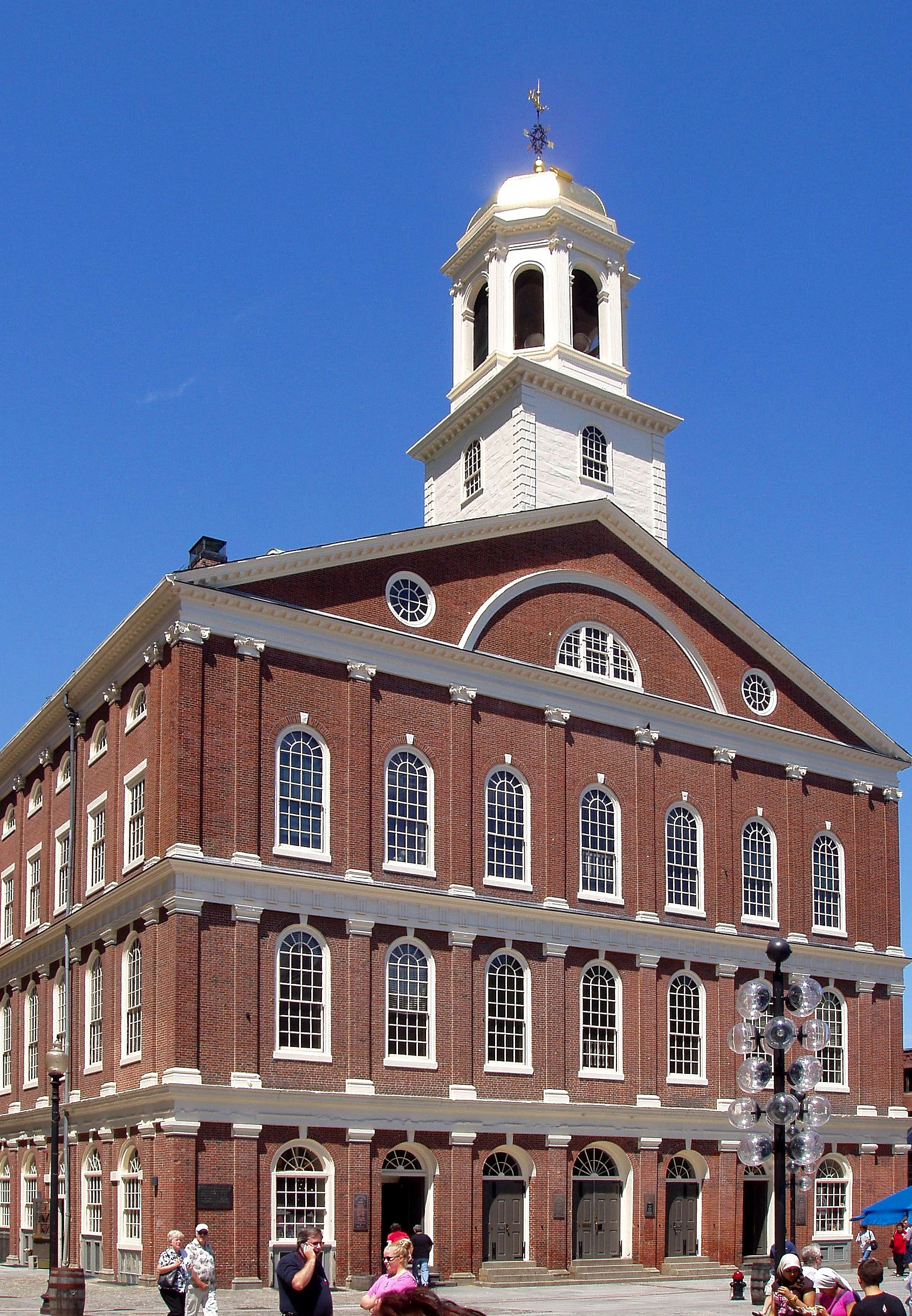
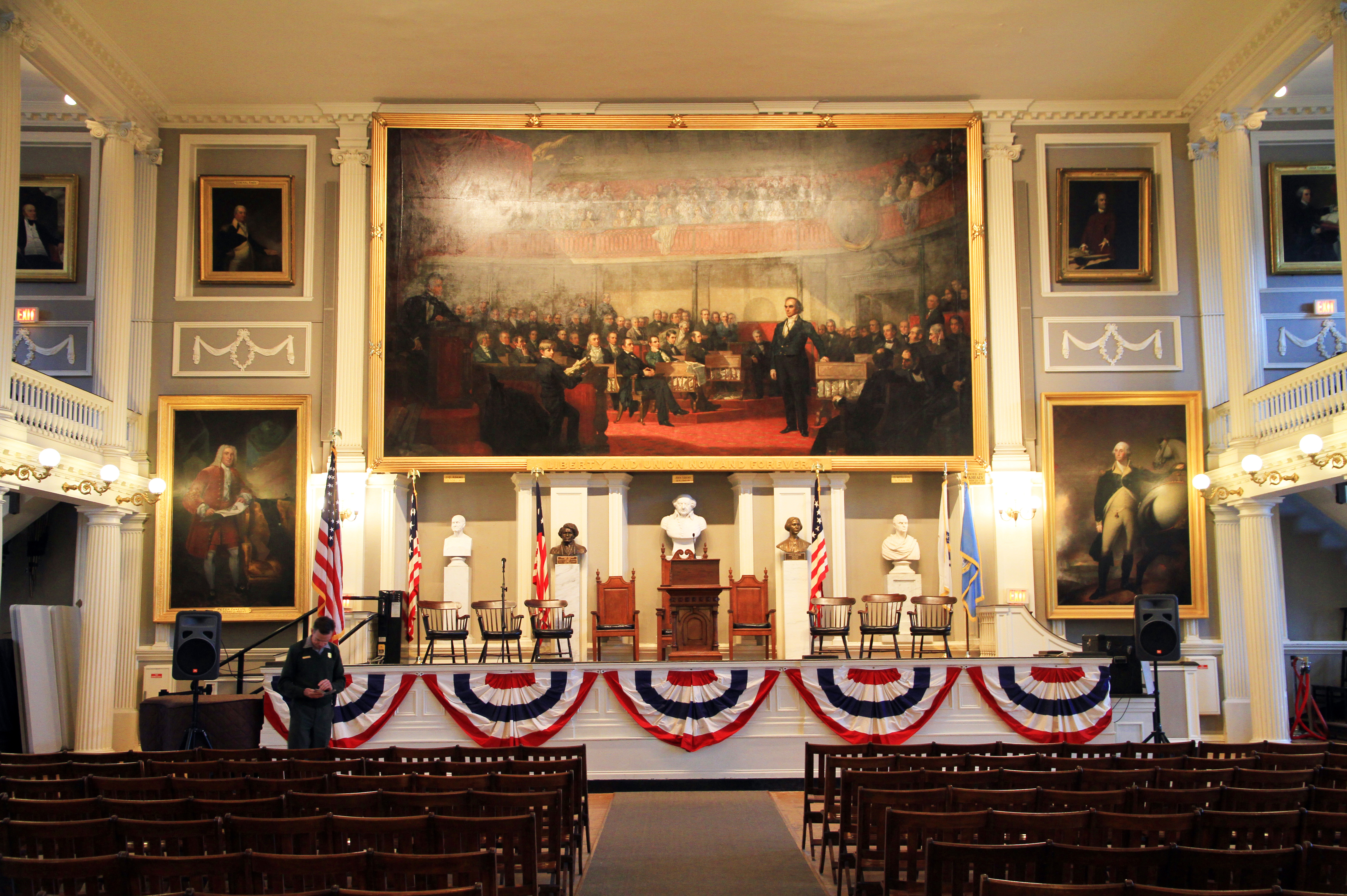
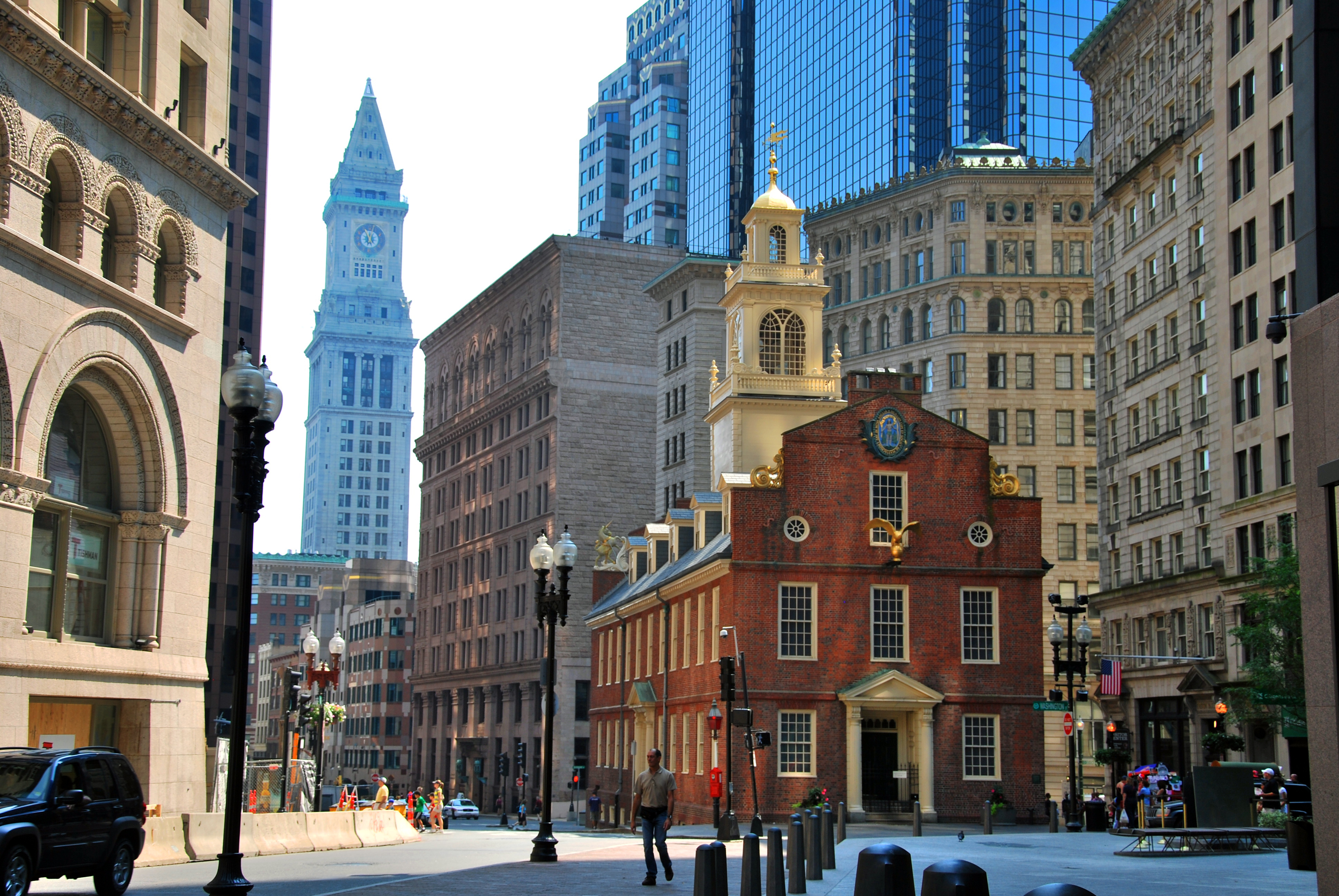
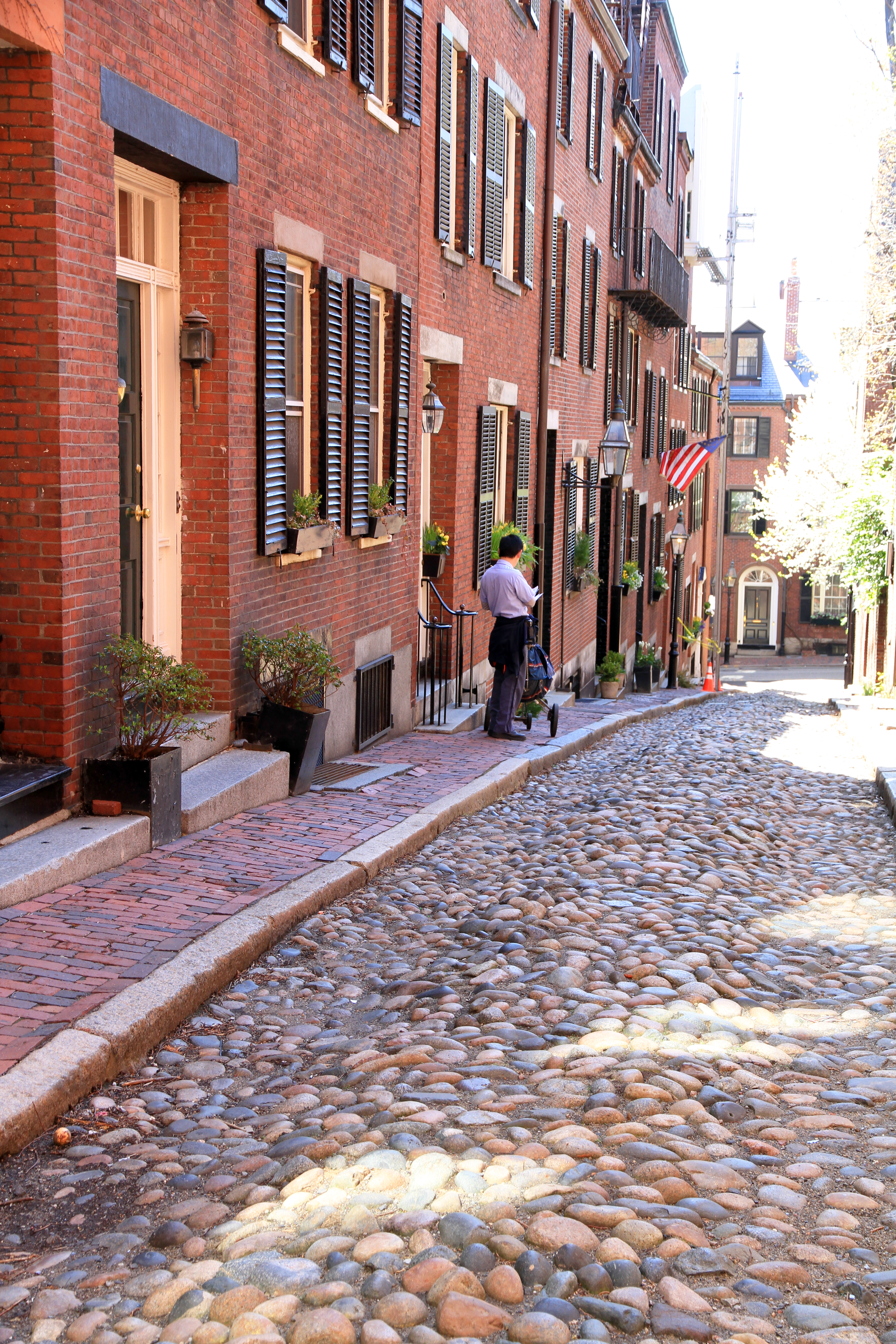
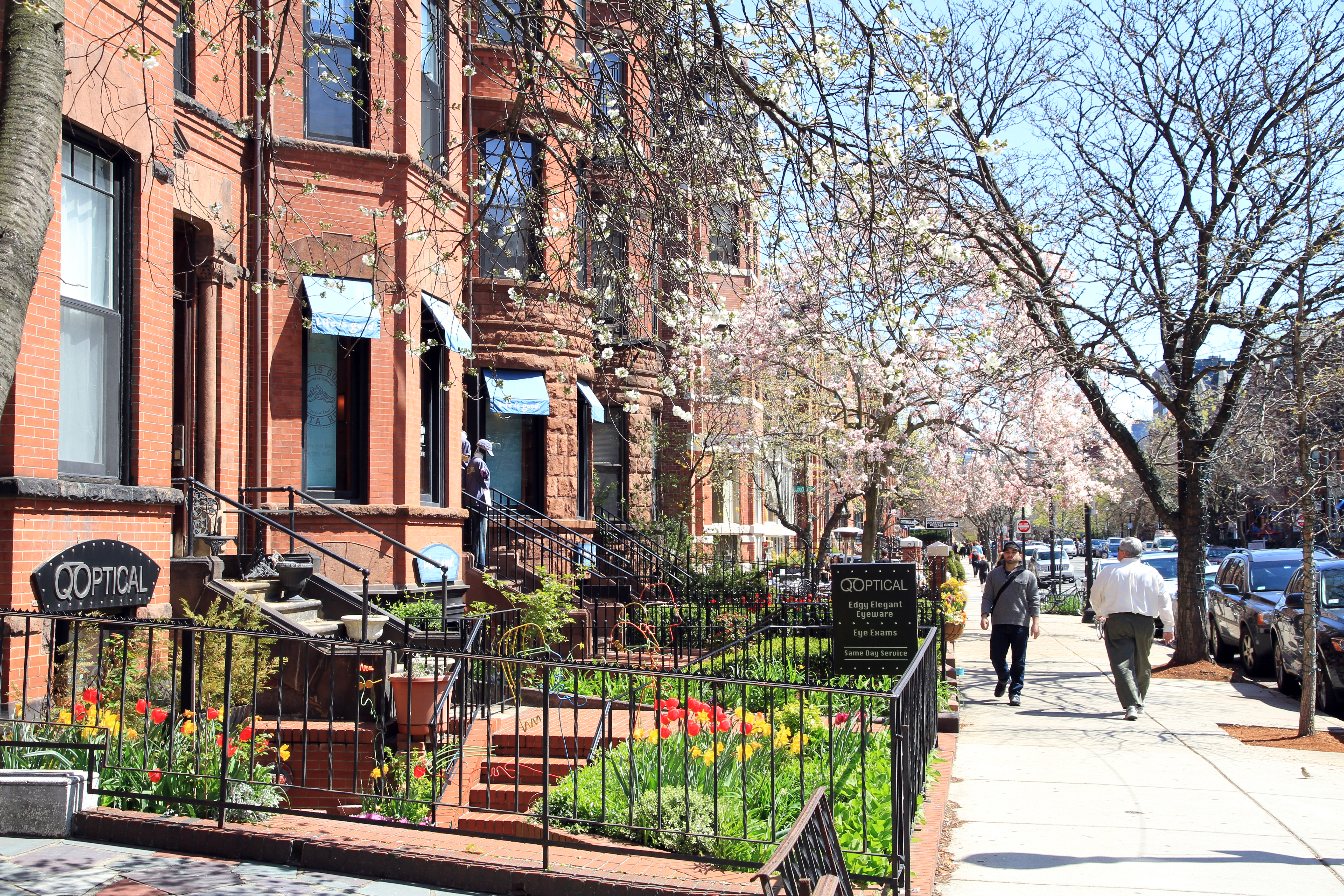
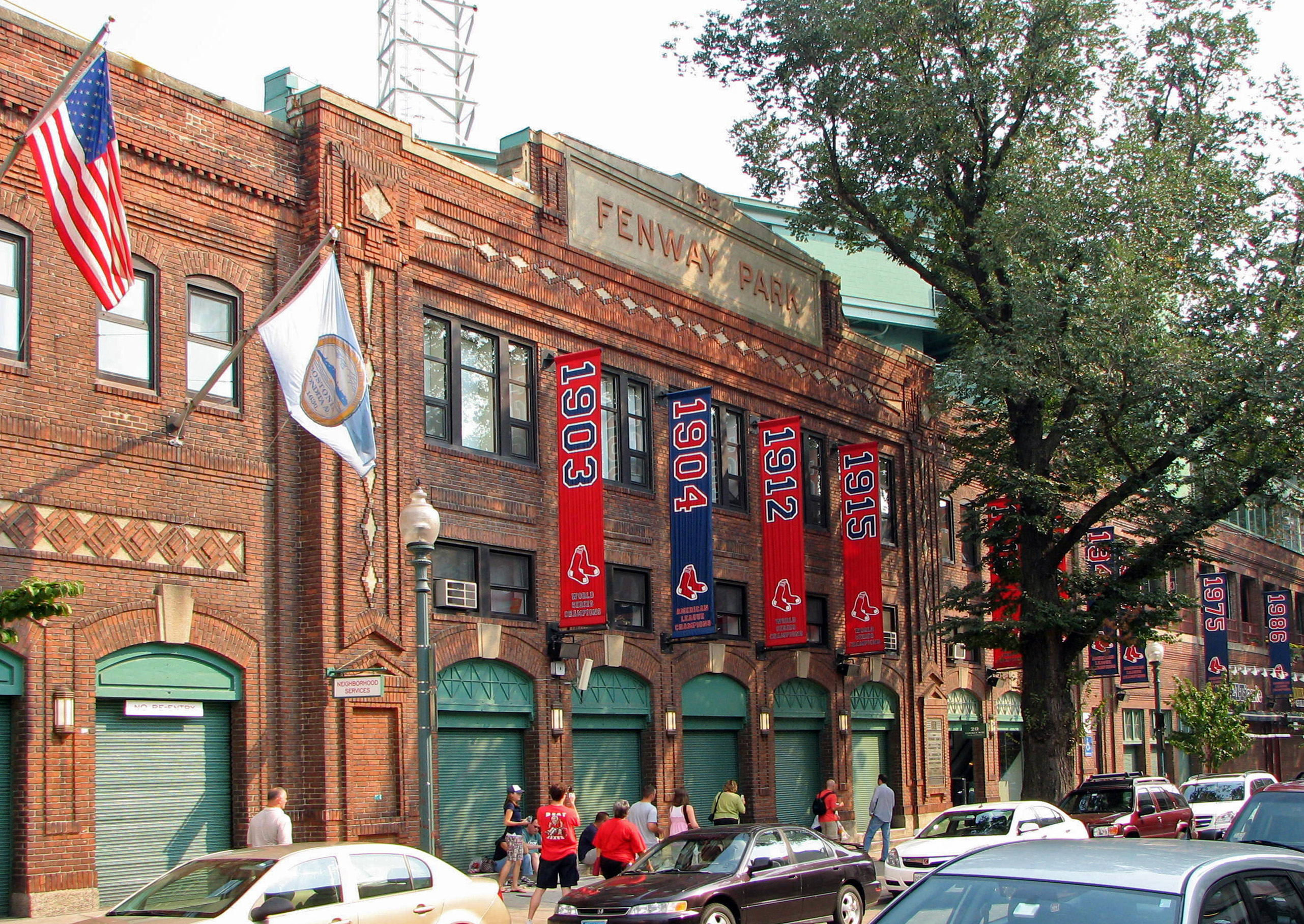
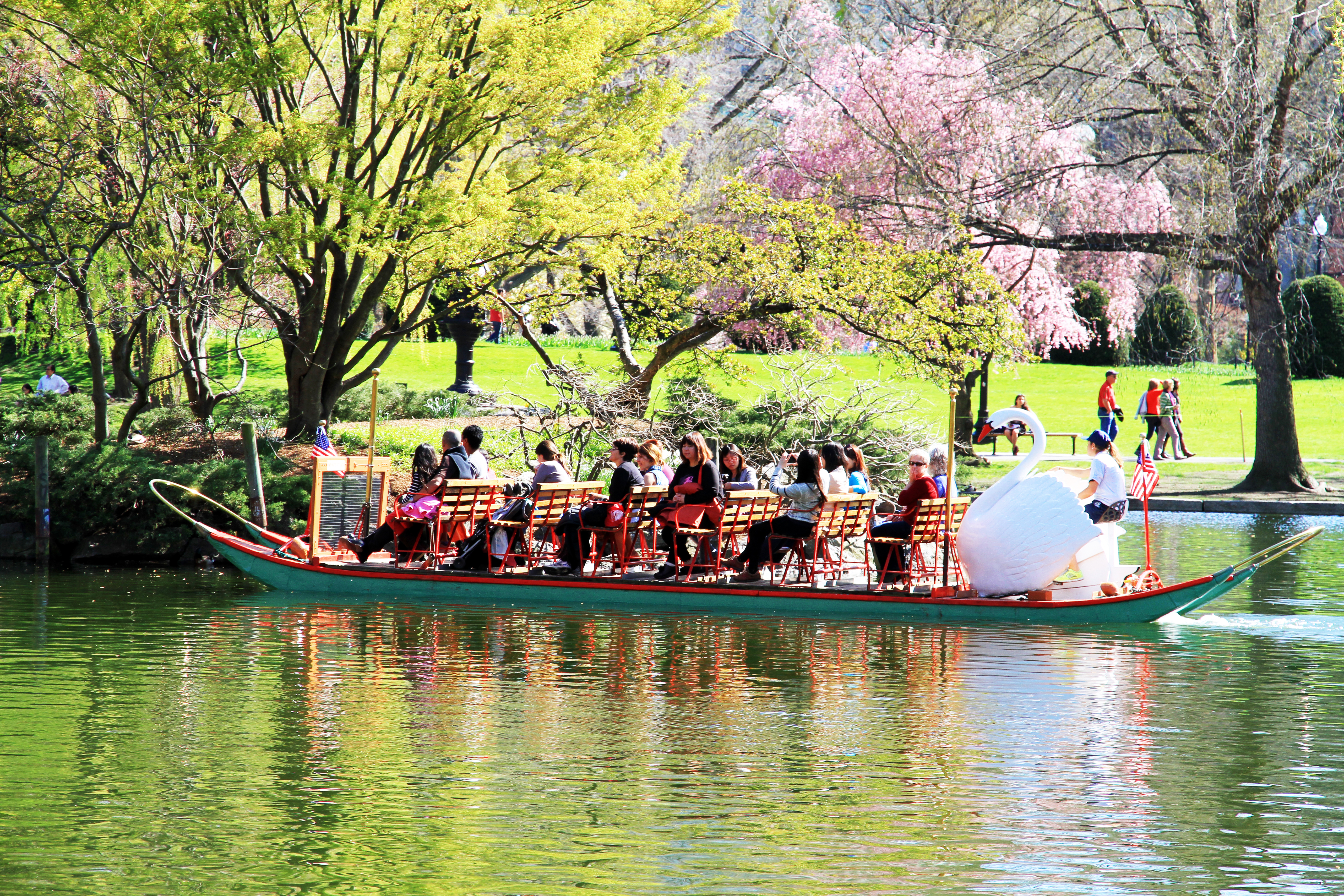
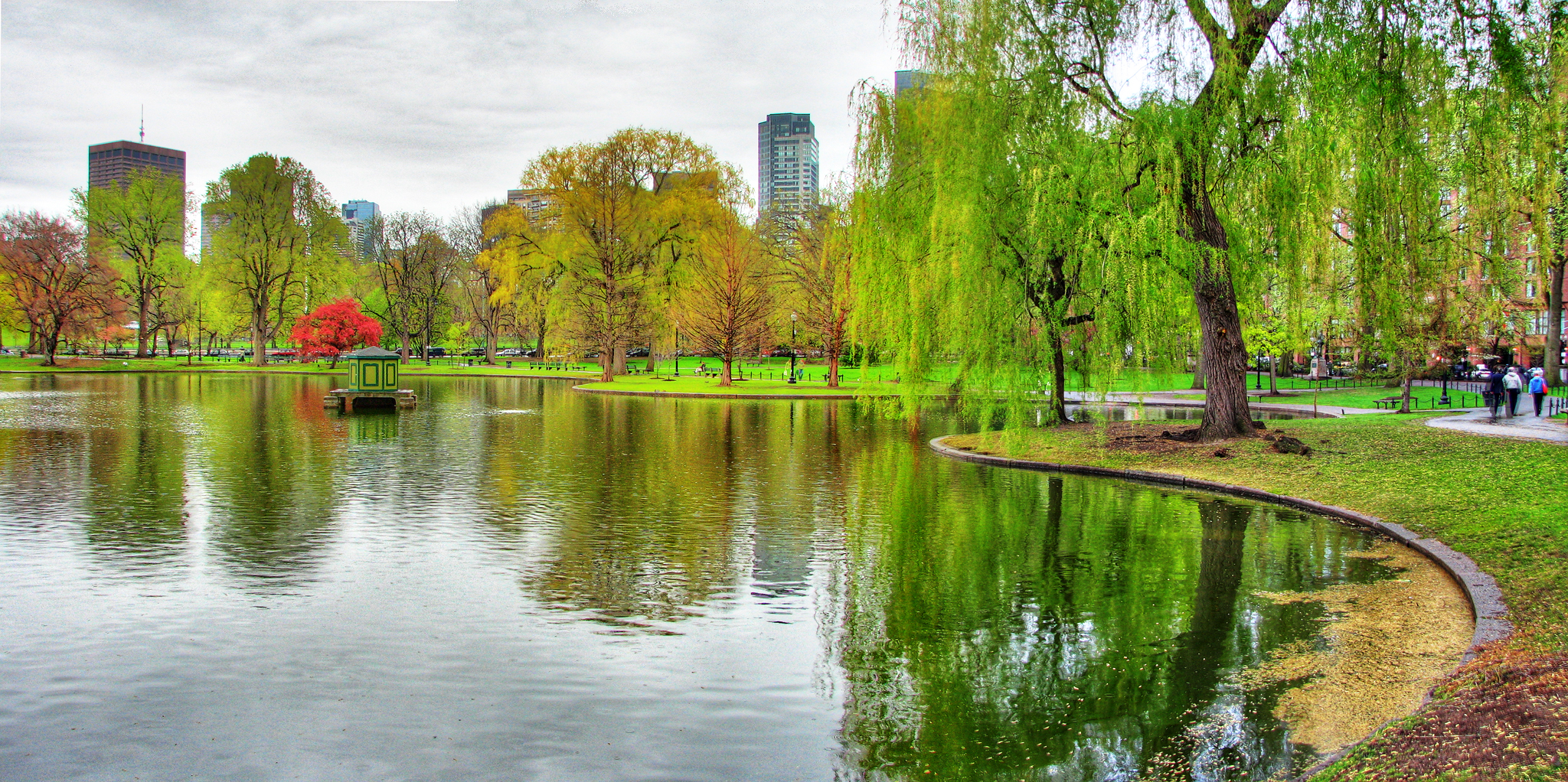
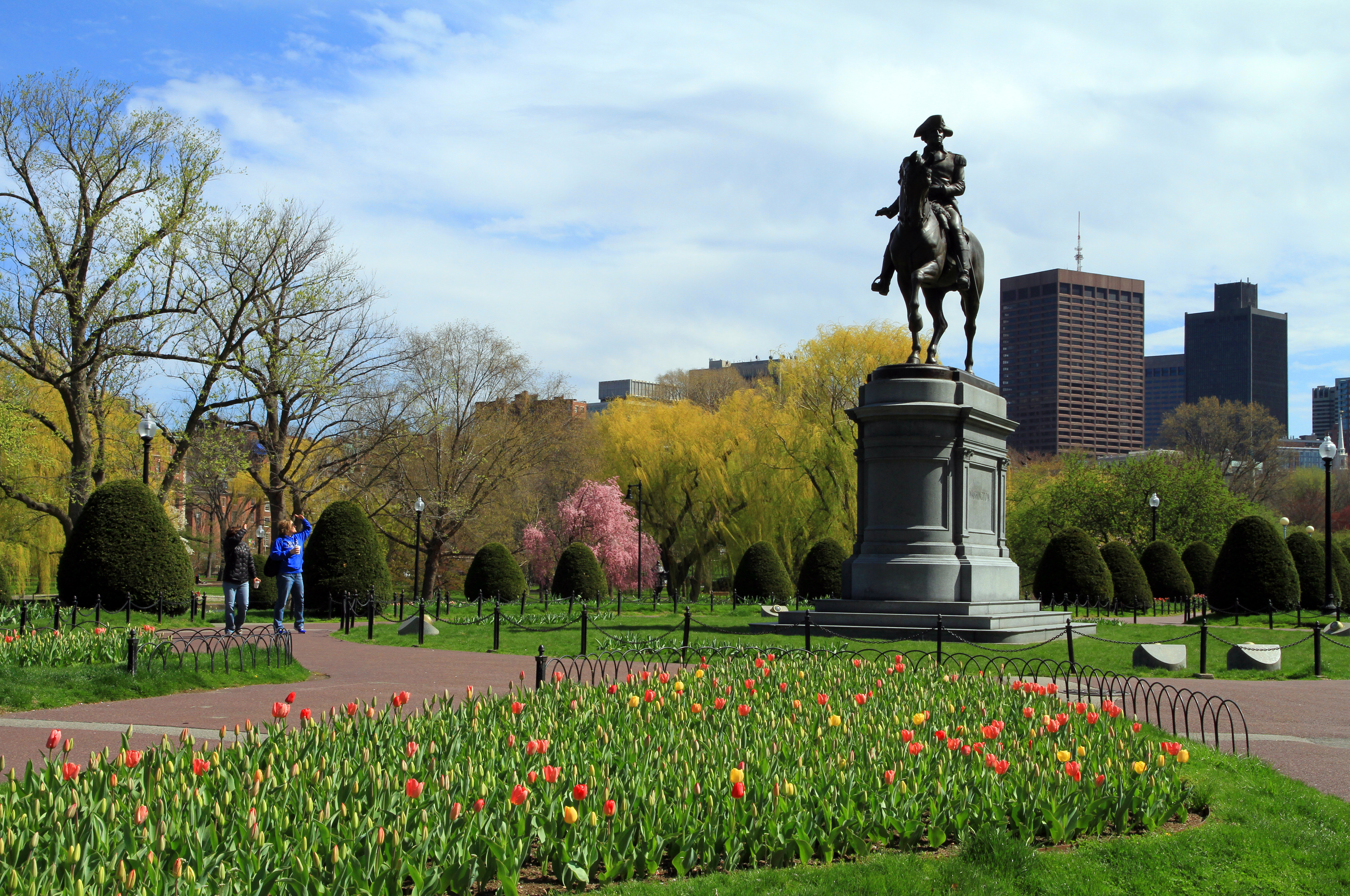
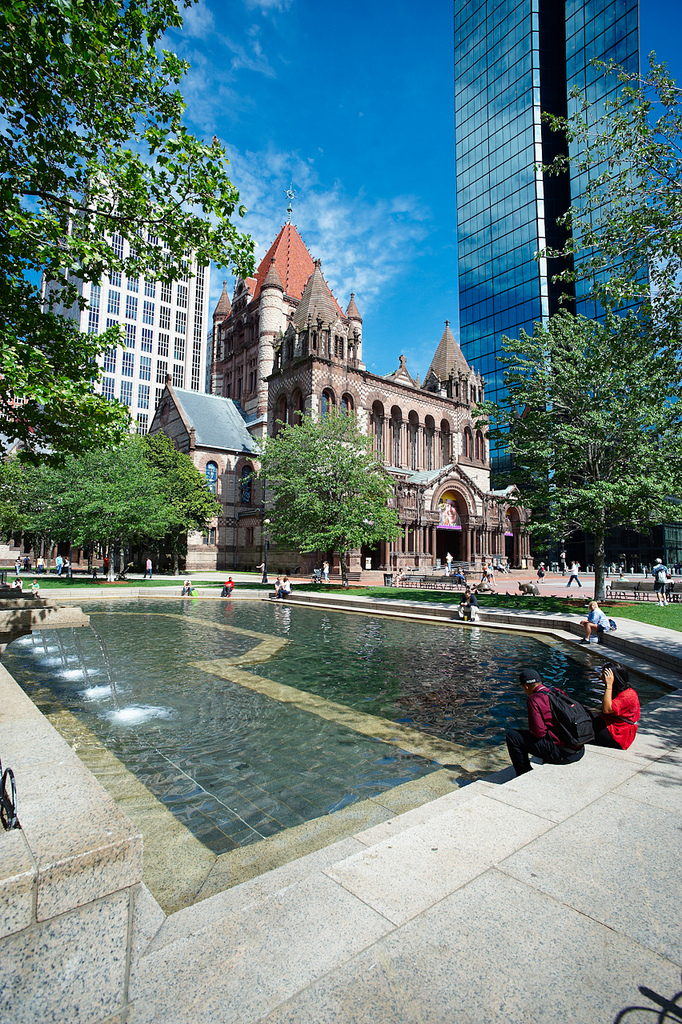
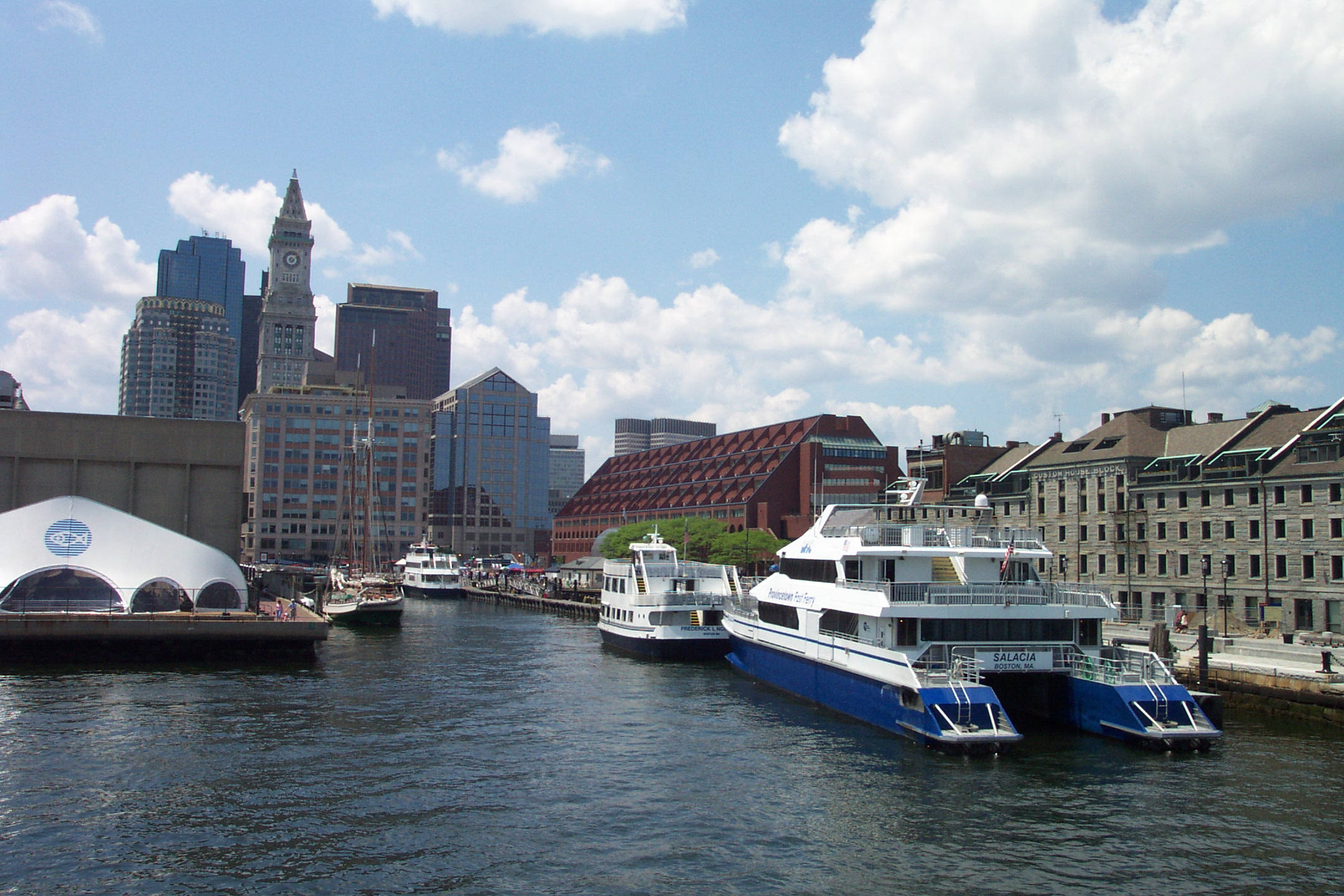

## دیگر مراکز

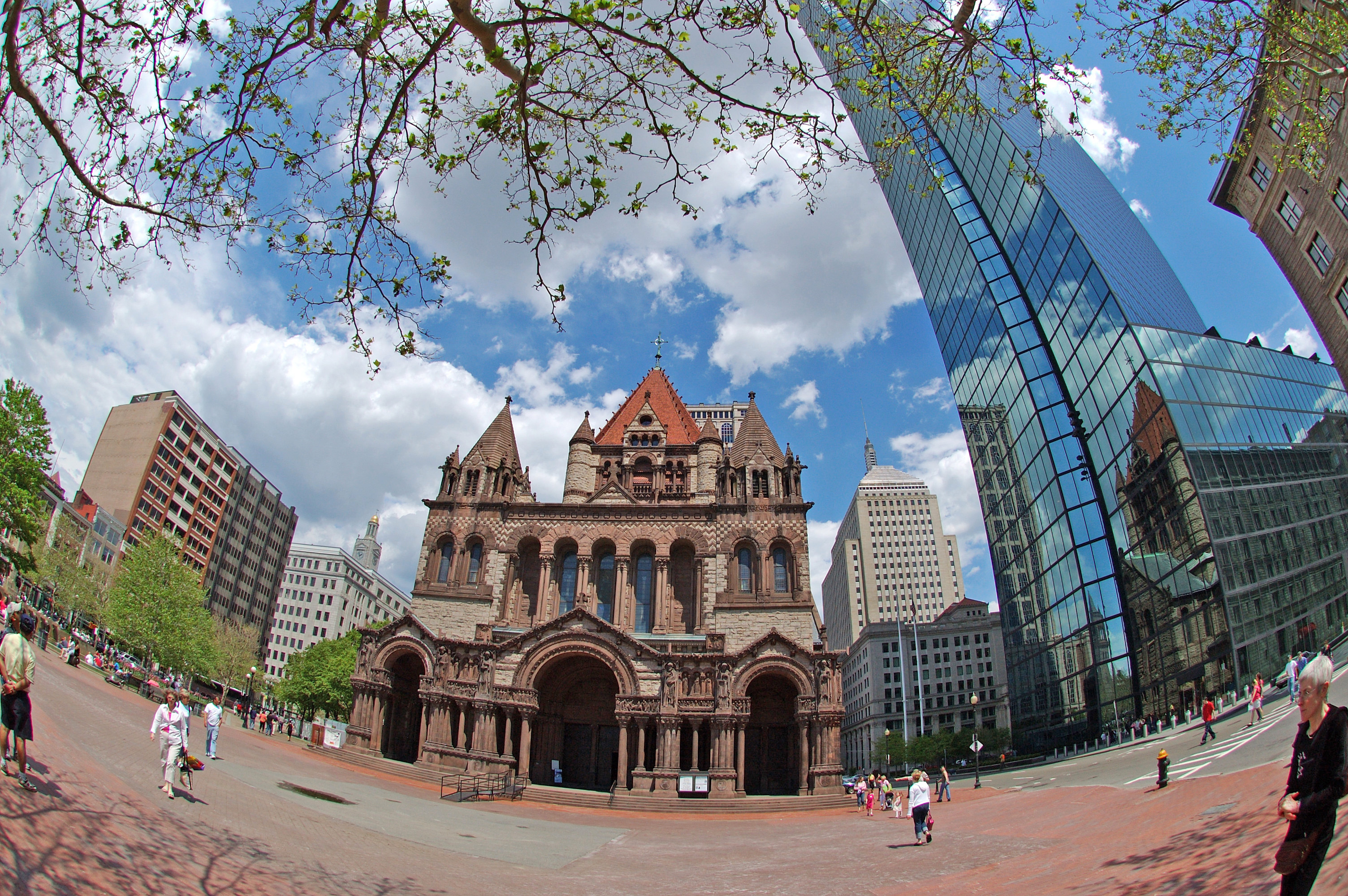
میدان کاپلی

- ساختمان پایتخت ایالت ماساچوست